# Barnardius zonarius
Il parrocchetto di Port Lincoln (Barnardius zonarius (Shaw, 1805)) è un uccello della famiglia degli Psittaculidi, endemico dell'Australia. È l'unica specie del genere Barnardius.

## Descrizione
Si presenta con taglia attorno ai 38 cm, cappuccio sulla testa blu-nero, collare giallo sulla nuca, banda tra petto e addome gialla, remiganti e timoniere bluastre. La differenza tra i sessi non è rilevabile, essendo legata a sfumature di colore e a leggere variazioni di taglia (il maschio è più grande).

## Biologia
Specie adattabile, frequenta diversi ambienti: foreste secondarie, foreste a galleria, foreste tropicali costiere, savane alberate e savane desertiche dell'interno. È stanziale ma anche ottimo volatore, in grado di compiere notevoli spostamenti se l'acqua scarseggia. Si adatta a ogni cibo possibile a seconda di dove vive: frutti, fiori e germogli nella foresta; semi, bacche e radici nelle savane, ma viene usato anche tutto ciò che l'uomo ha portato nel suo areale e che può essere commestibile. Nidifica tra giugno e febbraio e può anche portare a termine due schiuse. Depone 4-6 uova, incubate per 21 giorni. I piccoli lasciano il nido a circa 6 settimane dalla schiusa.

## Distribuzione e habitat
Il suo areale comprende un terzo del continente australiano e va dall'Australia occidentale all'Australia meridionale, fino a Port Lincoln. Esistono anche tre popolazioni isolate tra loro, una nel nord del Queensland e nei Territori del Nord, l'altra nel sud del Queensland e nella parte settentrionale del Nuovo Galles del Sud. È specie ampiamente diffusa in natura e anche in cattività si adatta bene: sia in Australia sia negli Stati Uniti viene comunemente allevata, mentre in Europa non è molto diffusa.

## Tassonomia
Comprende le seguenti sottospecie:
- B. z. zonarius (Shaw, 1805), sottospecie nominale;
- B. z. semitorquatus (Quoy & Gaimard, 1832), con fronte rossa e assenza di banda gialla tra petto e ventre;
- B. z. barnardi (Vigors & Horsfield, 1827), con taglia attorno ai 33 cm, il piumaggio generale verde pallido, fronte rossa, guance sfumate d'azzurro, collare giallo, banda bruna che dall'occhio scende verso la nuca, ventre giallastro, ali con segni blu e gialli sul verde di base, timoniere esterne blu;
- B. z. macgillivrayi (North, 1900) , identico al precedente ma privo del rosso frontale, del blu sull'ala e con banda gialla su petto e ventre;